# Casino Eldense
El Casino Eldense és un edifici construït al segle XX en la localitat d'Elda amb finalitats recreatives i culturals de la societat eldenca.

## Història
A Espanya, a finals del segle xix, a moltes localitats s'aspirava a aconseguir un desenvolupament demogràfic, econòmic i urbà, pel que era necessari comptar amb dos importants aspectes: el títol de ciutat i l'existència d'un casino o cercle social, amb l'objectiu d'adquirir prestigi social.
El Casino Eldense es va fundar l'1 de febrer de 1901 al carrer Colón d'Elda i va tenir la seua primera seu en el Café del centre. Va ser creat per la iniciativa dels eldencs Norberto Roses Sabater, Francisco Beltrán Olcina i Antonio Vidal Vera, amb l'objectiu de fomentar l'esbarjo, nomenant com a primer president a Juan Vidal Vera.
Des dels seus inicis, es marcà com a objectiu principal aconseguir un immoble propi on establir el domicili social adequat als fins proposats i dotat de jardí per a l'esbarjo personal i esplai familiar. Així, el 5 de setembre de 1903 la Societat Casino Eldense va demanar un préstec econòmic per tal de poder adquirir un immoble en el qual poder ubicar el Casino i diverses finques annexes on establir el jardí.
Posteriorment, el 30 d'abril de 1904 es va inaugurar oficialment la nova seu al carrer Nou, número 28, passant a ser, des d'aquell moment, un lloc notori d'Elda, ja que es va convertir en un centre social, cultural, recreatiu i d'oci.
Pocs mesos més tard, el 6 d'agost de 1904, reunida la Junta General extraordinària de la societat, es va aprovar la reforma dels Estatuts del Casino Eldense, els quals substituïen als fundacionals, de manera que es modificaven aspectes formals i de fons, així com que es cobrien les llacunes que havien quedat en els anteriors.
El rang de ciutat es va aconseguir el 24 d'agost de 1904, quan en reconeixement dels assoliments demogràfics i econòmics aconseguits, Antonio Maura va concedir el títol de ciutat a la fins llavors vila d'Elda.
No obstant això, durant la Guerra Civil Espanyola, l'edifici va passar de ser un centre social a convertir-se en un Hospital de Sang, de manera provisional, la fi primordial de la qual era atendre als soldats que poguessin resultar ferits en el front. Després de la conclusió de la Guerra Civil Espanyola l'any 1939, l'edifici va retornar a ser un centre destinat a la societat.
En les següents dècades, el Casino Eldense va aconseguir la seua màxima esplendor com a centre social de població. No obstant això, amb el transcurs del temps, a la fi del segle XX es va produir una progressiva decadència.

## Edifici
Aquest edifici constitueix una de les poques edificacions característiques de l'arquitectura eclesista del segle XX que es continua conservant en l'actualitat.

## Patrimoni
Com a conseqüència de persistir en l'actualitat, és possible visualitzar el seu Patrimoni Artístic Cultural, així com observar obres que el Casino Eldense atresora, tals com a antics llenços, valuoses edicions d'obres literàries, estris d'ús quotidià d'antany i fins i tot obres d'Art Modern representades per artistes eldencs.